# جاستین پاسک
جاستین پاسک (انگلیسی: Justine Pasek؛ زادهٔ ۲۹ اوت ۱۹۷۹) مدل (شخص) اهل پاناما است. همچنین او برنده جایزه دوشیزه جهان ۲۰۰۲ است.